# U 559
U 559 war ein U-Boot vom Typ VII C, welches im Zweiten Weltkrieg von der deutschen Kriegsmarine eingesetzt wurde. Es versenkte 5 Handelsschiffe mit 12.871 BRT und 1 Kriegsschiff mit 1060 t, wobei mehrere hundert Menschen starben. Das Boot wurde am 30. Oktober 1942 im östlichen Mittelmeer durch Wasserbomben und Beschuss schwer getroffen, wobei sieben Mann starben. Die folgende Selbstversenkung wurde mangelhaft durchgeführt, denn U 559 sank zu langsam.
Das Boot wurde vor allem dadurch bekannt, dass nach der Kaperung durch britische Kräfte kryptographisches Material, wie Kurzsignalheft und Wetterkurzschlüssel, ohne das Wissen der Mannschaft erbeutet werden konnte, was für die Alliierten der entscheidende Faktor bei der Entzifferung der Enigma-M4-Chiffriermaschine war. Verschiedene Historiker messen diesem Umstand für den weiteren Kriegsverlauf eine wesentliche Bedeutung zu. Die 43 überlebenden U-Boot-Fahrer, darunter der Kommandant Hans Heidtmann, wurden gefangen genommen und erfuhren nichts von der Erbeutung der Unterlagen.

## Geschichte
U 559 wurde am 1. Februar 1940 bei Blohm & Voss in Hamburg auf Kiel gelegt und begann am 27. Februar 1941 unter Oberleutnant zur See Hans Heidtmann seinen aktiven Dienst in der Kriegsmarine.
Das Boot war bis zum Juni 1941 der 1. U-Flottille als Ausbildungsboot zugeteilt und unternahm von Kiel aus Fahrten in der Ostsee zwecks Training der Besatzung. Danach gehörte es bis zum 31. Oktober 1941 als Frontboot zur 1. U-Flottille in Brest. Nach der Verlegung ins Mittelmeer wurde U 559 zunächst der 23. U-Flottille in Salamis und zuletzt der 29. U-Flottille in La Spezia zugeteilt.
Als Bootsabzeichen führte es das Wappen seiner Patenstadt Solingen am Turm. Während der Zugehörigkeit zur 23. U-Flottille führte zusätzlich als Emblem deren Flottillenzeichen, welches einen weißen, sich neigenden Esel darstellte.

### Einsätze
U 559 lief am 4. Juni 1941 von Kiel zu seiner ersten Feindfahrt aus und erreichte am 5. Juli 1941 Saint-Nazaire. Während dieser 32-tägigen Fahrt im Nordatlantik wurden keine Schiffe versenkt oder beschädigt. Die nächste Fahrt begann am 26. Juli 1941 und führte das Boot in die westlichen Ausläufer der Biskaya. Dort konnte am 19. August 1941 ein britisches Schiff versenkt werden. Drei Tage später lief U 559 in Saint-Nazaire ein.
Auf der nächsten Fahrt verlegte U 559 als Teil der Goeben-Gruppe und als eines der ersten Boote überhaupt ins Mittelmeer. Es erreichte am 31. Oktober 1941 Salamis im besetzten Griechenland. Von dort aus operierte das Boot in der Folgezeit gegen alliierte Schiffe vor den Küsten von Ägypten und Libyen, um Rommels Feldzug in Nordafrika zu unterstützen.
Während dieser Patrouillen versenkte U 559 fünf alliierte Frachter und die australische Sloop HMAS Parramatta. Ein weiteres alliiertes Schiff wurde durch Torpedotreffer so schwer beschädigt, dass es später zum Totalverlust erklärt werden musste. Dabei gab es insgesamt mehr als 480 Tote.

### Einsatzstatistik
Erfolge auf zehn Unternehmungen
- 19. August 1941: Versenkung der britischen Alva (1.584 BRT, in Konvoi OG-71 fahrend). Es gab einen Toten und 24 Überlebende (Lage).
- 27. November 1941: Versenkung der australischen Sloop HMAS Parramatta (1.060 ts). Es gab 138 Tote und nur 24 Überlebende (Lage).
- 23. Dezember 1941: Versenkung des britischen Gefängnisschiffs Shuntien (3.059 BRT). Das im Konvoi TA-5 fahrende Schiff hatte 88 Crewmitglieder und Kanoniere, 40 Wache sowie geschätzt 850 deutsche und italienische Kriegsgefangene an Bord. Es gab etwa 700 Tote. (Lage)
- 26. Dezember 1941: Versenkung des polnischen Frachters Warszawa (2.487 BRT). Es gab 23 Tote und 445 Überlebende (es handelte sich um einen Truppentransport). (Lage)
- 10. Juni 1942: Versenkung des norwegischen Tankers Athene (4.681 BRT, Konvoi AT-49). Es gab 14 Tote und 17 Überlebende. (Lage)
- 10. Juni 1942: Versenkung des britischen Dampfers Havre (2.073 BRT).

### Untergang

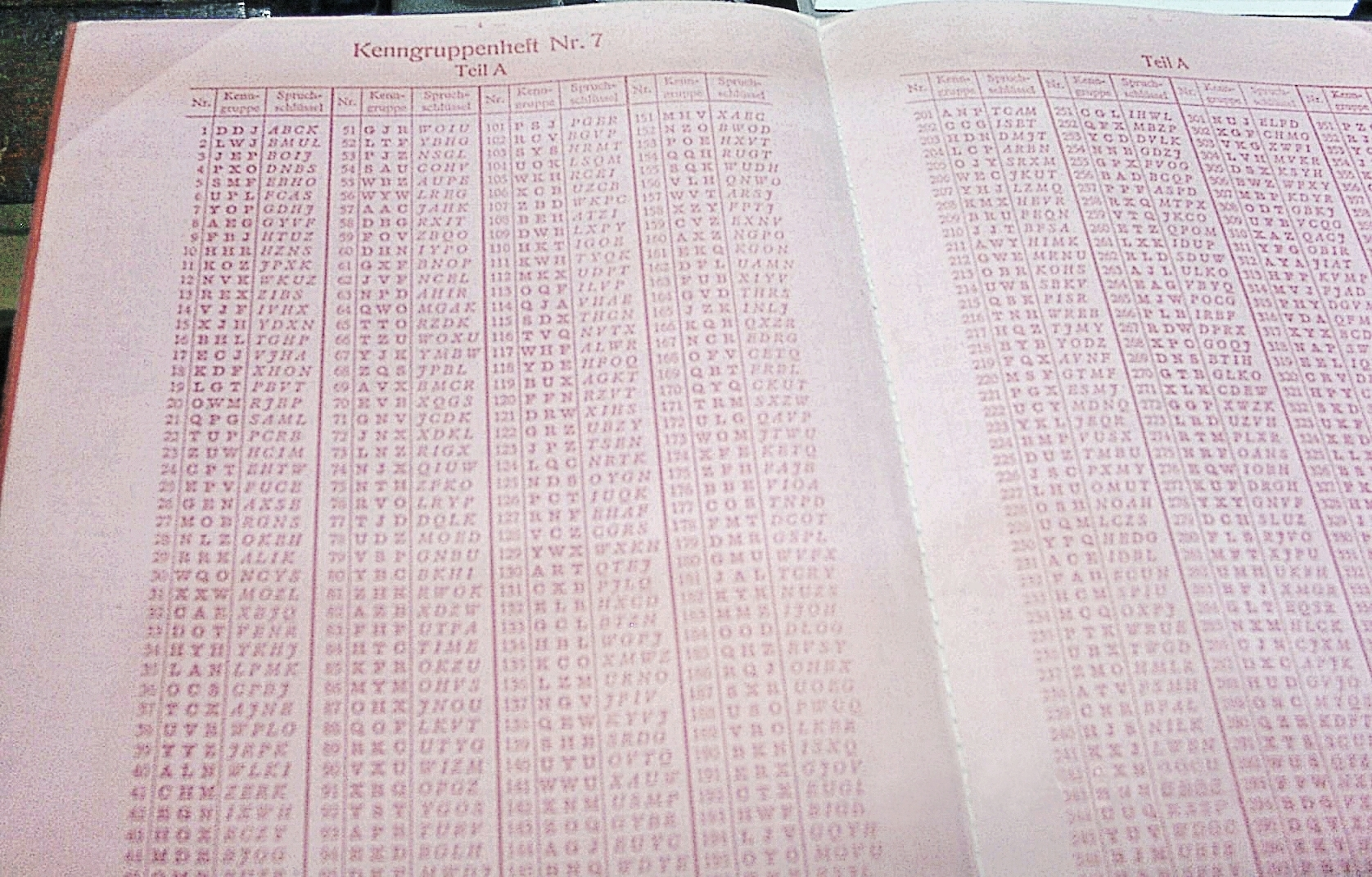
Ähnlich wie dieses von U 505 erbeutete Kenngruppenheft wurden auch Wetterkurzschlüssel und Kurzsignalheft mit wasserlöslicher roter Tinte auf rosafarbenem Löschpapier gedruckt, um sie im Fall von Gefahr schnell vernichten zu können.

Es war der eigene Untergang, der U 559 bekannt machte. In der Nacht des 30. Oktober 1942 zwang der britische Zerstörer Petard das Boot vor der Küste Ägyptens zum Auftauchen, nachdem man es beim Anschleichmanöver an einen Konvoi entdeckt hatte. Wasserbomben des Zerstörers Pakenham und der Geleitzerstörer Hurworth und Dulverton unterstützten die Petard in ihren Bemühungen. Die Besatzung von U 559 wurde zur Aufgabe gezwungen, sieben Besatzungsmitglieder starben bei den Angriffen durch die Explosionen und die Flutung des Bootes.
Der Kommandant Hans Heidtmann gab den Befehl, das in hoffnungsloser Lage befindliche U-Boot zu verlassen und selbstzuversenken. Die Ventile wurden jedoch durch Fehlbedienung beschädigt, da die Sicherungsstifte nicht entfernt worden waren. Dies bemerkte der leitende Ingenieur Günther Gräser zu spät, und das Meerwasser drang durch die schadhaften Ventile nur langsam ins Boot ein. Überzeugt davon, dass ihr Schiff sinken würde, sprang die Besatzung von U 559 über Bord. Der Kommandant Heidtmann und seine Offiziere versäumten es, die Codebücher (Kurzsignalheft und Wetterkurzschlüssel) und die an Bord befindliche Enigma-Maschine zu zerstören. Die 43 überlebenden Männer – unter ihnen Kommandant Heidtmann – wurden von britischen Truppen aufgegriffen und schnell als Kriegsgefangene unter Deck gebracht. Dann schwammen die britischen Seeleute Colin Grazier, Tony Fasson und Tommy Brown schnell zu dem langsam sinkenden Boot hinüber und konnten wichtiges Geheimmaterial bergen und auf ihr Schiff bringen. Es wurde nach Bletchley Park gebracht und stellte einen unschätzbaren Erfolg für die Alliierten dar. Die Briten demontierten wahrscheinlich auch eine Enigma-Maschine des 1942 eingeführten verbesserten Typs M4 mit vier Walzen, konnten diese aber nicht bergen. Der 19-jährige U-Boot-Fahrer Hermann Dethlefs wurde vom Enterkommando aus dem Wasser ins Boot geholt und wurde so als Gefangener Zeuge der Enterung. Er wurde von den Briten isoliert gehalten und versuchte vergeblich, seinen Eltern in einem Brief, der abgefangen wurde, von der Enterung zu berichten. Er brachte seine Erlebnisse auch nach seiner Rückkehr nach Deutschland Jahrzehnte lang nicht an die Öffentlichkeit. Bis Kriegsende und darüber hinaus erfuhren die deutsche Marineführung und die Öffentlichkeit nichts von der Erbeutung der Unterlagen und dem damit bestehenden Zusammenhang, dass immer mehr deutsche U-Boote versenkt wurden. So kam es sogar dazu, dass Heidtmann, als er in einem britischen Gefangenenlager einsaß, noch am 12. April 1943 von der Marineführung für seine Versenkungserfolge mit über tausend Toten – darunter mehreren hundert toten deutschen und italienischen Kriegsgefangenen – mit dem Ritterkreuz des Eisernen Kreuzes ausgezeichnet wurde. Heidtmann gab noch 1967 an, das Boot vorschriftsmäßig selbstversenkt zu haben.
Zwei Mann des dreiköpfigen Enterkommandos, Grazier und Fasson kehrten nochmals in das U-Boot zurück und ertranken, als es endgültig sank (Lage). Den beiden wurde posthum das George Cross, dem überlebenden Brown die George Medal verliehen. Ursprünglich waren die drei für das Victoria Cross vorgeschlagen worden; diese Ehrung wurde aber abgelehnt, da die Leistung nicht „im Angesicht des Feindes“ erbracht wurde. Eine andere Einschätzung besagt, dass die Verleihung des Victoria Cross beim deutschen Geheimdienst zu viel Aufmerksamkeit erregen würde und somit die Erbeutung des Geheimmaterials hätte bekannt werden können.
Die versuchte Bergung der Maschine war eines von vielen Ereignissen, das die Macher des Films U-571 inspirierte.